# Heavy Gear II
Heavy Gear II est un jeu vidéo de simulation de mecha développé et édité par Activision, sorti en 1999 sur Windows et Linux. Il s'agit de la suite du jeu Heavy Gear.

## Accueil
- GameSpot : 9/10[1]